# 细苞胡椒
细苞胡椒（学名：Piper curtipedunculum）是胡椒科胡椒属的植物，为中国的特有植物。分布在中国大陆的云南、贵州等地，生长于海拔1,100米至2,400米的地区，常生长在林下湿润地或溪涧，目前尚未由人工引种栽培。